# HMS Battleaxe (D18)
Za druge ladje glejte HMS Battleaxe.
HMS Battleaxe (D18) je rušilec razreda weapon Kraljeve vojne mornarice.